# سردابة (سردابة)
سردابة (بالفارسية: سردابه) هي منطقة سكنية تقع في إيران في قسم سردابة الريفي. يقدر عدد سكانها بـ 11 نسمة .